# 카마
카마(산스크리트어: काम)는 힌두교, 불교, 자이나교, 시크교 문학에서 "욕망, 소망, 갈망"을 의미한다. 카마는 종교적이고 세속적인 힌두교와 불교 문학,, 현대 인도 문학 모두에서  감각적인 쾌락, 성욕, 갈망을 내포하고 있지만, 그 개념은 더 광범위하게 모든 욕망, 소망, 열정, 갈망, 감각의 쾌락, 갈망, 갈망, 삶의 미학적 즐거움, 애정, 또는 사랑, 사랑의 즐거움은 특히 성적, 관능적 그리고 에로틱한 욕망의 즐거움과 함께 하거나 그렇지 않은 것이며, 성적인 의미가 없을 수도 있다.
카마는 푸루샤르타 중 하나이며 힌두교 전통에 따라 아슈라마에서 충족해야 할 주요 요구 사항 중 하나로 간주된다. 다른 세 가지 목표인 다르마(유덕하고 적절한 도덕적 삶), 아르타(물질적 번영, 소득 보장, 삶의 수단) 및 모크샤(해탈)를 희생하지 않고 추구할 때 인간 삶의 필수적이고 건강한 목표로 간주된다. 이 네 가지 삶의 목표를 함께 푸루샤르타라고 한다.

## 같이 보기
- 카마수트라
- 알크메온
- 큐피드